# Platzspitz
Der Platzspitz, offiziell Platzpromenade, ist ein Park im Herzen Zürichs mit abwechslungsreicher Geschichte. Weltweites Medieninteresse erregte die ab Mitte der 1980er bis 1992 behördlich tolerierte Anwesenheit von Drogensüchtigen aus ganz Mitteleuropa.

## Lage
Der Platzspitz liegt auf einem spitz zulaufenden Gelände zwischen den Flüssen Limmat und Sihl, die sich am Ende des Parkes vereinigen. Der Park liegt mitten in Zürich etwas ausserhalb der Altstadt. Der Zürcher Hauptbahnhof und das Landesmuseum stehen wie ein Riegel zwischen der Innenstadt und dem Industriequartier, das sich jenseits der Sihl befindet.

## Geschichte

### Schiessplatz vor den Toren der Stadt

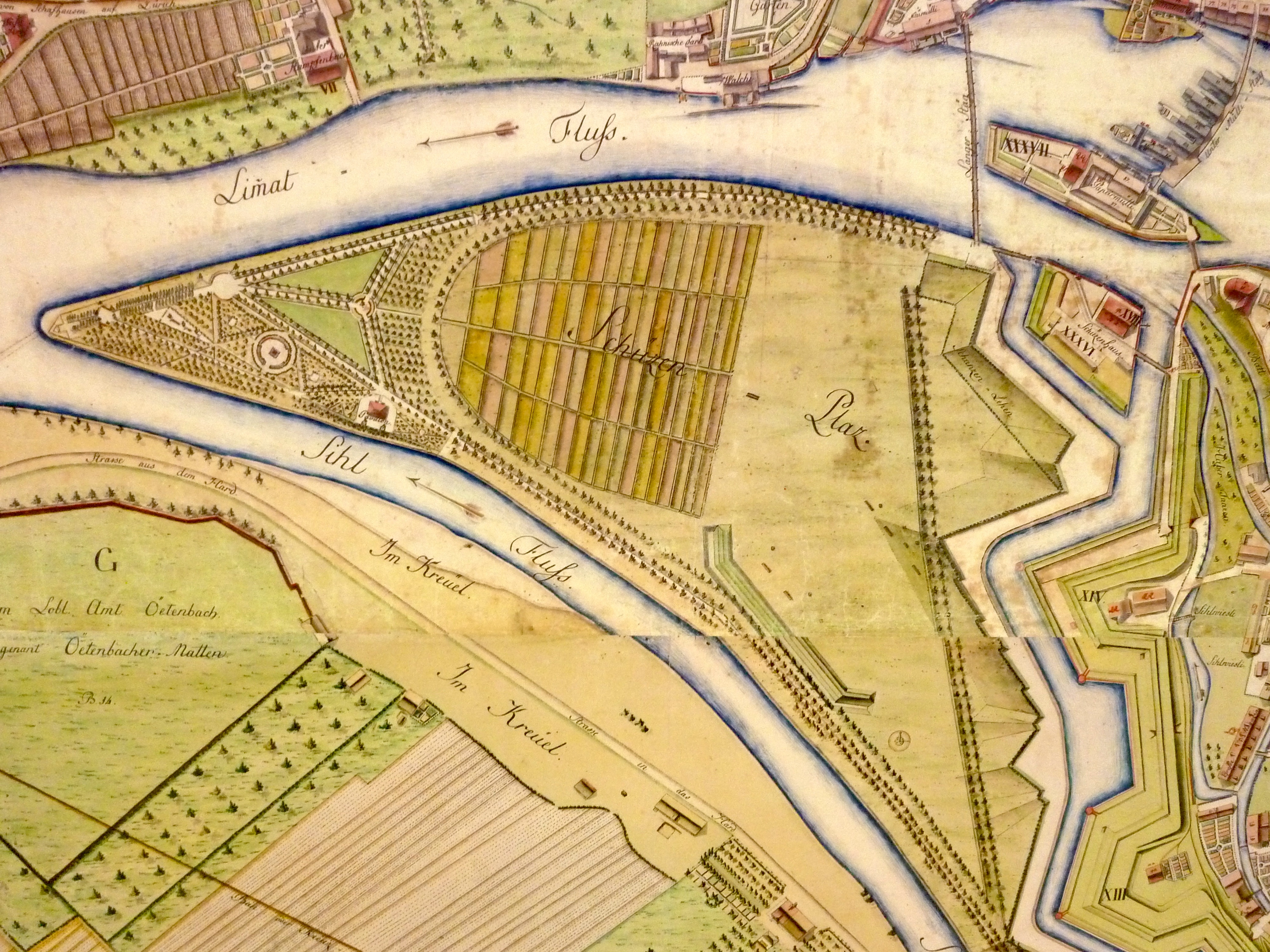
Das Areal auf dem Müllerplan von 1793

Das Gelände wurde ursprünglich als Weide genutzt. Zu Beginn des 15. Jahrhunderts wurden ein Schützenhaus und ein Schiessplatz errichtet. Im 16. und 17. Jahrhundert wurden auf dem Platzspitz Schützenfeste gefeiert, die Monate dauerten. Zu den Wettkämpfen mit Jahrmärkten kamen Besucher aus umliegenden Ländern. Das Knabenschiessen hatte seinen Ursprung ebenfalls auf dem Platzspitz.

### Von der barocken Parkanlage zum vergessenen Landschaftspark
Zu Beginn des 18. Jahrhunderts wurden entlang der beiden Flüsse Alleen angelegt, die sich bald grosser Beliebtheit erfreuten. 1780 wurde nach französischem Vorbild eine barocke Parkanlage erbaut. Dazu gehörte ein Denkmal des Dichters und Staatsmannes Salomon Gessner. Es steht noch heute an seiner ursprünglichen Stelle und ist somit länger als irgendein anderes Denkmal in Zürich ortstreu geblieben. Auch einige der Platanen im Park stammen noch aus dieser Zeit. Der Schiessplatz wurde zum Albisgüetli verlegt. Die Parkanlage war grösser als das heutige Gelände und dehnte sich bis zur ersten Häuserzeile am heutigen Bahnhofsplatz aus. Die Zürcher Gesellschaft genoss es fortan, hier zu flanieren und zu promenieren. Persönlichkeiten wie Gottfried Keller und später auch James Joyce sollen den Platzspitz zu ihren Lieblingsorten erkoren haben.

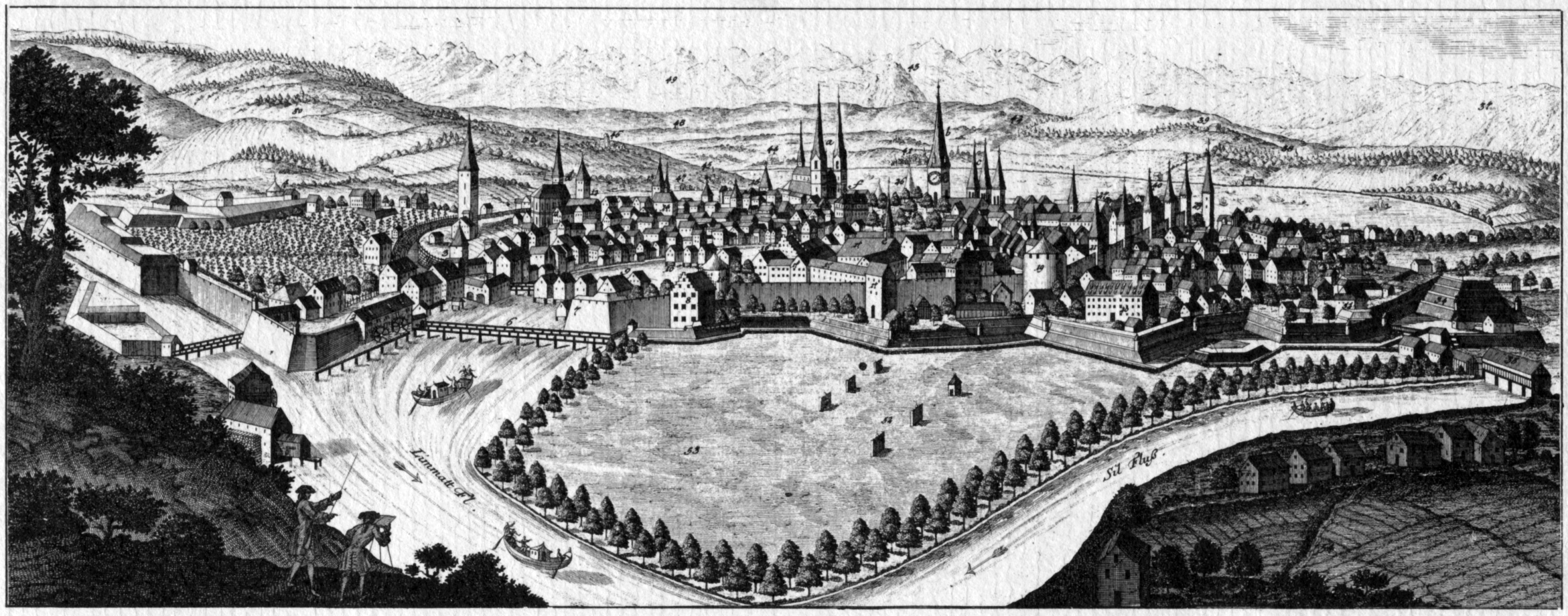
Der Platzspitz auf einer Ansicht der Stadt Zürich aus dem Jahr 1724 (Kupferstich von David Herrliberger)

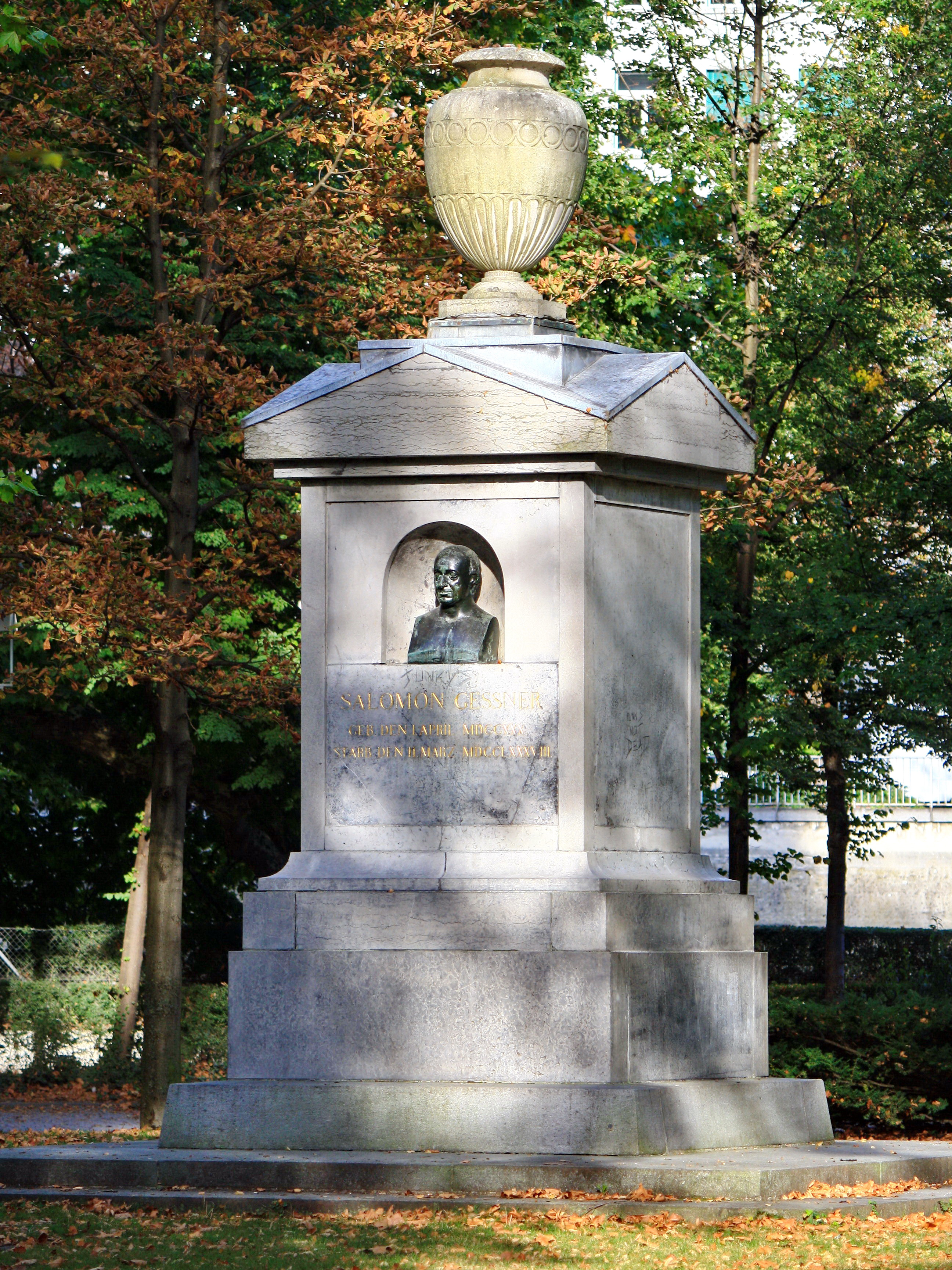
Gessner-Denkmal im Platzspitz-Park

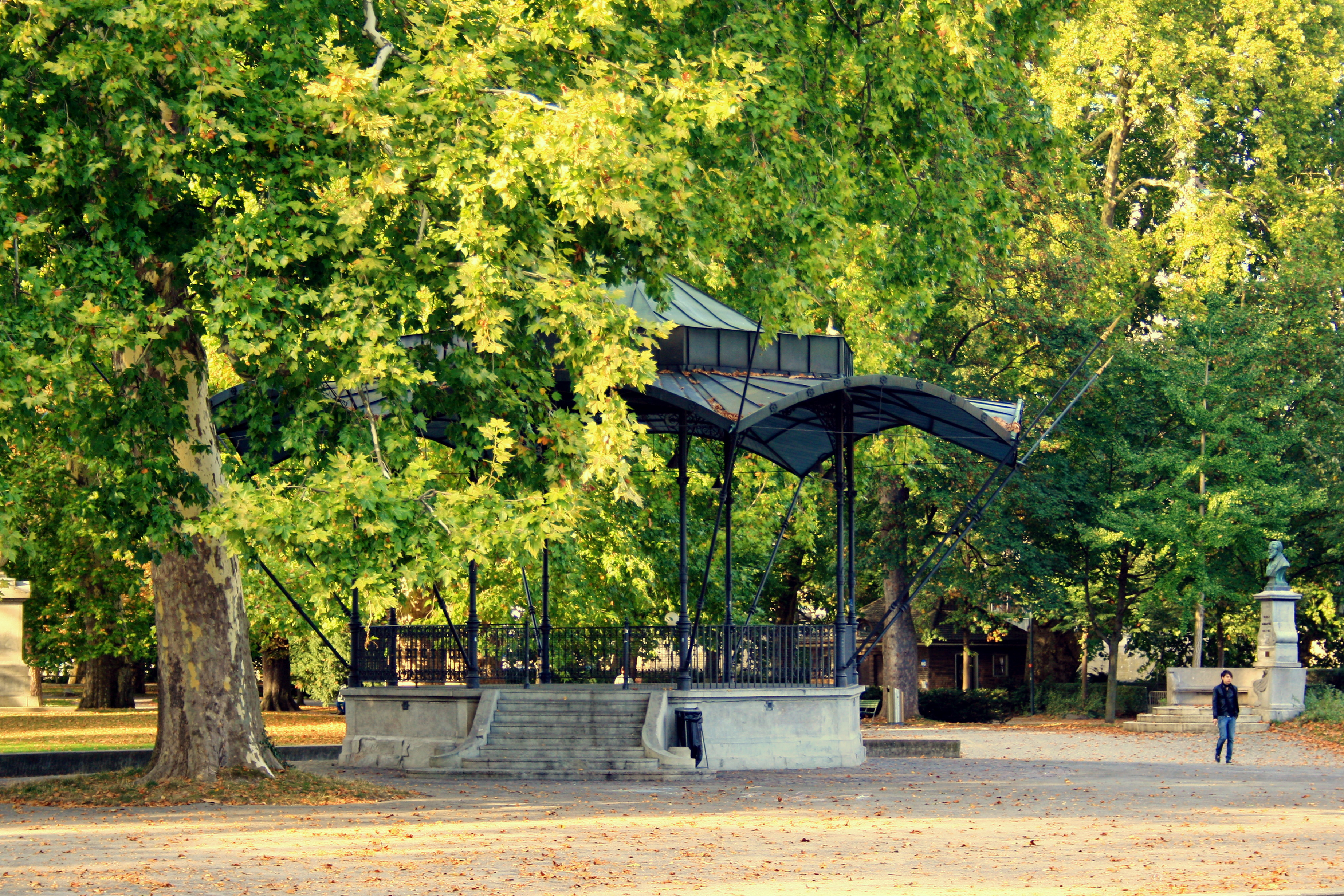
Musikpavillon im Park (2009)

Mit dem Bau des Hauptbahnhofs, der 1846 auf einem Teil des Geländes gebaut wurde, nahm das Interesse der Bevölkerung am Platzspitz ab. Die Gleise unterbrachen die Promenade entlang der Sihl. Es sollte bis zur Landesausstellung 1883 dauern, ehe der Platzspitz wieder an Bedeutung gewann. Der Park wurde zu einem Landschaftspark umgebaut. Musikpavillon und Wegnetz stammen noch heute aus dieser Zeit. Die erste Schweizerische Landesausstellung wurde zu einem grossen Erfolg. Den Zürchern war der Platzspitz wieder ans Herz gewachsen: Musikpavillon und ein Restaurant durften auf Wunsch der Bevölkerung stehen bleiben. 1885 wurde das Hadlaub-Denkmal von Victor von Meyenburg errichtet, das 1990 bei einem Astabbruch zerstört wurde. 1891 folgte das Wilhelm-Baumgartner-Denkmal von Jakob August Heer.
Mit der Errichtung des Landesmuseums 1898 verlor der Park erneut an Grösse. Die neue Mobilität und der aufkommende Verkehr, der einen weiteren Riegel zwischen Innenstadt und Park schob, führten dazu, dass der Platzspitz erneut an Bedeutung verlor. 1913 wurde an der Spitze des Parks der Hirschenbrunnen platziert, von dem heute nur noch der «Platzspitzhirsch» steht.

### «Needle Park»

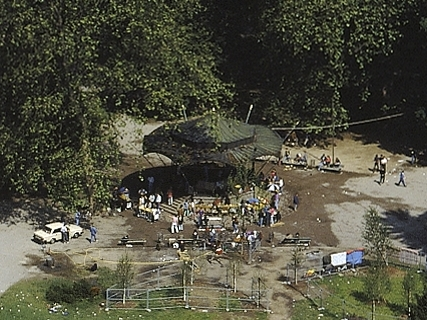
Musikpavillon zu den Zeiten des «Needle Parks» (1990)

Ab 1986 wurde der Platzspitz zum Treffpunkt der Drogensüchtigen, die zuvor von anderen Plätzen vertrieben worden waren (Riviera, Utoquai/Hirschenplatz, Bellevue-Rondell, Seepromenade). Nach der Aufhebung des Spritzenabgabe-Verbots im Juli 1986 beschloss die Polizeiführung, auf dem Platzspitzareal keinen Ordnungsdienst mehr durchzuführen. Die offene Szene wurde von der Polizei und Politik lange toleriert, so dass der Zulauf immer grösser wurde. Nur eine Minderheit der Drogensüchtigen lebte in Zürich; Süchtige aus der ganzen Schweiz und aus dem Ausland trafen sich am Platzspitz. Die Anlage erlangte als Needle Park international  Aufsehen. Offener Drogenhandel und -konsum sowie das damit einhergehende menschliche Elend inmitten der reichen Schweiz brachten Zürich einen zweifelhaften Ruhm. Rund 2000 Personen deckten sich hier täglich mit Drogen ein. Zeitweise hielten sich bis zu 3000 Drogenkonsumenten im Park auf. Anfänglich gab es auf dem Platzspitz nur eine sporadische medizinische Versorgung durch private Initiativen und keine regelmässige Spritzenabgabe. Im Dezember 1988 eröffneten Peter Grob und Werner Fuchs das Zürcher Interventions-Pilot-Projekt ZIPP-Aids. Rund 3600 Mal mussten deren Mitarbeiter Menschen wegen Heroinüberdosen wiederbeleben, an Spitzentagen bis zu 25 Mal.
Das Anwachsen der offenen Drogenszenen ging mit einer immer grösseren Verelendung der Drogenabhängigen einher. Durch die Zunahme der Nachfrage stieg auch das Angebot an Drogen. Obwohl die Preise sehr niedrig waren, lebten die meisten der Süchtigen in grösster Armut. Viele mussten sich das Geld für die Drogen durch Diebstähle oder Prostitution beschaffen. Die meisten Drogenkonsumenten lebten aber ein unauffälliges Leben in normalen Verhältnissen mit Arbeit und Wohnung. Laut einer Untersuchung hatten rund zwei Drittel der Süchtigen eine Arbeit als Einkommensquelle und fast ein Fünftel wurde von Verwandten oder Lebenspartnern unterstützt. Aber ein weiteres Fünftel hatte Drogenverkauf als Einkommen, und etwas weniger als zehn Prozent lebte hauptsächlich von Prostitution oder Einbrüchen. Am Flussufer entstanden mehrmals kleine Ansammlungen provisorischen Behausungen, die vielen Süchtigen vorübergehend als Unterkunft dienten. Diese wurden allerdings regelmässig nach wenigen Tagen wieder abgerissen.

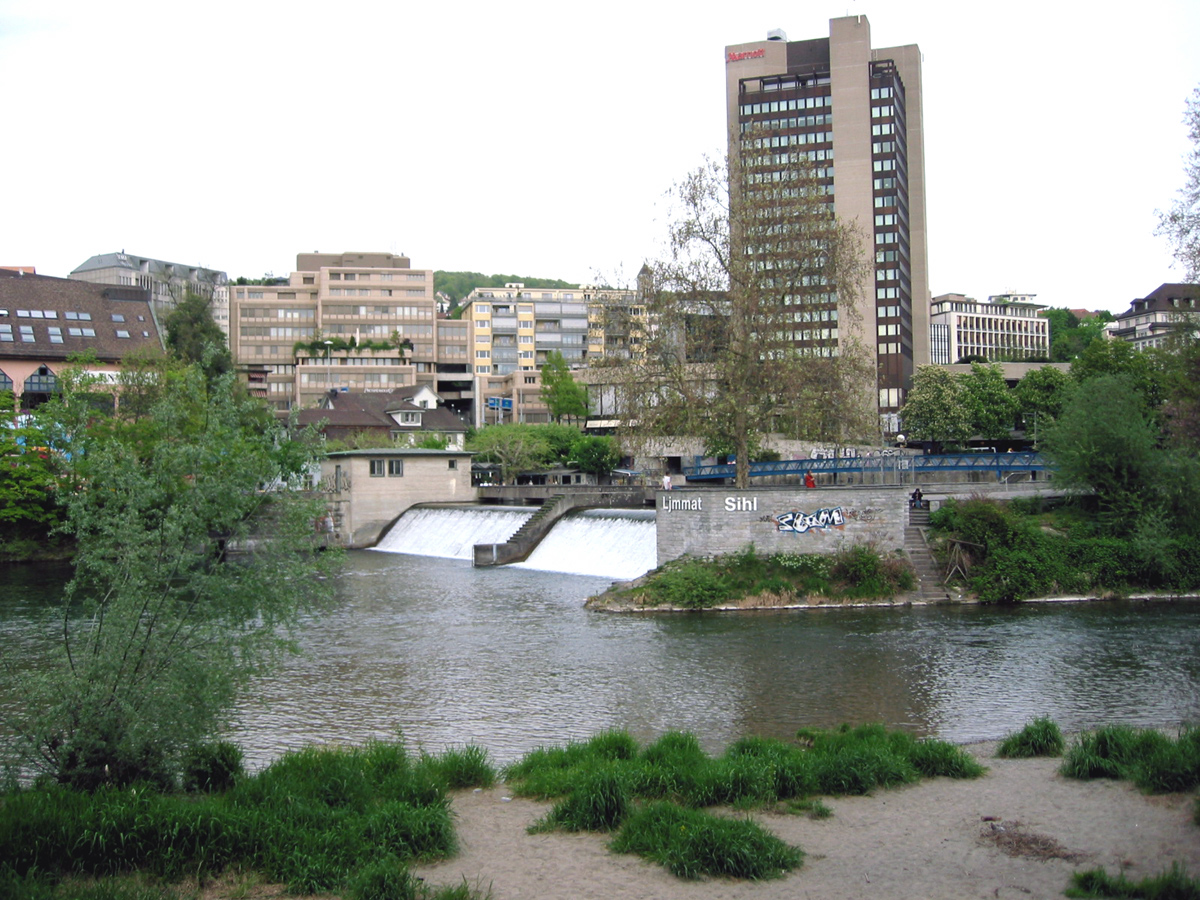
Die Spitze zwischen Limmat (mit Platzspitzwehr) und Sihl

Aufgrund des grossen öffentlichen Drucks wurde der Park am 5. Februar 1992 geschlossen. Da zum Zeitpunkt der Räumung noch keine gassennahe Infrastruktur vorhanden war, um die grosse Anzahl Heroinsüchtiger aufzufangen, führte diese lediglich zu einer Verlagerung der Drogenszene. Die überstürzte Schliessung des Parks zeigte, dass Repression allein das Drogenproblem nicht aus der Welt schafft. Die Vertreibung der Drogensüchtigen vom Platzspitz verlagerte die offene Szene in angrenzende Quartiere, ehe sie sich auf dem stillgelegten Bahnhof Letten wieder ansiedelte. Nach der Schliessung des Lettenareals am 14. Februar 1995 wurden die verbliebenen Süchtigen aus der offenen Drogenszene noch monatelang von der Polizei in der Zürcher Innenstadt aufgegriffen. Kantonsfremde Konsumenten wurden konsequent in ihre Heimatkantone zurückgeführt und Fixerräume eingerichtet. Die Lebensqualität in Zürich besserte sich nicht sofort. Die Nachfrage und flächendeckende Versorgung mit Methadon ermöglichte fast allen Süchtigen die Wiedereingliederung in die Gesellschaft und Wege aus der Drogenkriminalität. Der Erfolg wird oft auch dadurch erklärt, dass das polizeiliche Vorgehen von weitgehenden präventiven Massnahmen in der ganzen Schweiz begleitet wurde. Die Heroinabgabe an Schwerstsüchtige spielte bei der Bewältigung der Drogenprobleme nur eine geringe Rolle.

### Platzspitz heute
Nach der Schliessung im Jahr 1992 wurde das Gartenbauamt vom Stadtrat beauftragt, den Platzspitz innerhalb eines Jahres und mit geringem Kostenaufwand wieder für die Öffentlichkeit zugänglich zu machen. Im Juni 1993 wurde der Park wieder geöffnet. Mit Kontrollen und einer Abriegelung des Geländes ab 21 Uhr sollte ein Wiederaufleben der Drogenszene verhindert werden. Das immer stärker aufkommende Leben am Limmatufer unterhalb des Platzspitzs nach der Sanierung des Lettenareals führte dazu, dass sich auch der Platzspitz wieder mehr belebte. Seit dem Sommer 2021 ist der Park wieder rund um die Uhr geöffnet.

## Bücher, Film

### Film
Im Jahr 2020 erschien der Film Platzspitzbaby, in dem die Geschichte einer drogenabhängigen Mutter erzählt wird. Er beruht auf der Autobiografie Platzspitzbaby – Meine Mutter, ihre Drogen und ich von Michelle Halbheer. Regie führte Pierre Monnard, die Rolle der Mutter spielte Sarah Spale, ihre Tochter wird von Luna Mwezi dargestellt.